# Бой при Галле
Бой при Галле (фр. Combat de Halle) — бой, произошедший 17 октября 1806 года между французской и прусской армиями в ходе Войны четвёртой коалиции. Сражение закончилось победой Франции.

## Бой
В битве у города Галле, расположенного примерно в 30 км к северо-западу от Лейпцига на реке Зале, головная дивизия 1-го армейского корпуса Бернадота под командованием Дюпона после 17-часового марша сразилась с прусским резервом под командованием Евгения Фридриха, герцога Вюртембергского — с другой стороны. Французы разбили своих противников, вынудив пруссаков отступить на северо-восток в сторону Дессау и нанеся им тяжёлые потери. Пруссаки потеряли в этом бою почти половину своих войск. Таким образом, была обращена в бегство последняя неразгромленная часть прусских сил.

## Результат
Пруссаки сообщили о 13 убитых офицерах, 26 раненых и 74 пленных. Всего было убито, ранено или взято в плен около 5000 прусских солдат. Были захвачены четыре цвета Тресковского полка и 11 орудий, а также «много» батальонных орудий. Бернадот признал около 800 убитых и раненых.
Историк Дигби Смит пишет, что Евгений Вюртембергский «слишком долго просидел в Галле». Фрэнсис Лорейн Петре называет оборону Евгения «половинчатой и разрозненной» и пишет, что его оборонительная позиция к югу от Галле была выбрана «неудачно», а линия отступления была открыта. Петре предполагает, что слишком мало войск защищало мосты, что привело к поражению, и что пруссакам следовало сжечь мосты и удержать восточный берег. Еще лучше, если бы Евгений отступил к Магдебургу, где его неповрежденный корпус мог бы стать местом сбора для разбитых основных армий. Вместо этого заповедник был наполовину разрушен в результате битвы.
18 октября Бернадотт дал отдых своим войскам, измотанным 28-километровым маршем, за которым последовало крупное сражение. Уцелевшие бойцы Евгения переправились через Эльбу у Рослау и, хромая, вошли в Магдебург 19-го числа.